# Ковтуненко Валерій Іванович
Валерій Іванович Ковтуненко (9 червня 1951, Олександрівка Сумської області — 19 жовтня 2020, Дніпро) — український актор, композитор, поет, виконавець, директор-художній керівник у Дніпровського національного академічного українського музично-драматичного театру імені Тараса Шевченка (1994—2016). Кандидат мистецтвознавства (2003). Заслужений артист України (1993). Народний артист України (2004). Член Національної спілки письменників України (НСПУ) (1992). Нагороджений орденом «За заслуги» III ступеня (2009). Лауреат премії ім. Дмитра Яворницького. 

## Життєпис
"Народився 9 червня 1951 року у с. Олександрівка Буринського р-ну Сумської області в учительській родині. Батько (ветеран війни    працював директором школи, мати – вчителькою математики. 1968 року закінчив Буринську середню школу із золотою медаллю, також закінчив музичну школу з класу баяна. Закінчив акторський (1973; курс В. Неллі) й театрознавчий (1998) факультети Київського інституту театрального мистецтва.
У 1973-1990 роках  служив актором у Дніпропетровському національному  музично-драматичному театрі ім. Т. Шевченка. У творчому доробку Ковтуненка В.І. численні сценічні образи створені ним як на сцені театру, так і на телебаченні.
Кращі Ролі: Панас («Циганка Аза» М. Старицького), Солоний, Мікаель («Друге весілля в Малинівці», «Пристрасті святого Мікаеля» І. Поклада), Шельменко, («Шельменко-денщик», Дем’ян «Конотопська відьма» за Г. Квіткою-Основ’яненком , Гриць («Маруся Чурай» за Л. Костенко), Месія, Хуса, Перехожий у «Одержима», «Йоганна, жінка Хусова», «На полі крові» Лесі Українки), Вакула («Ніч перед Різдвом» за М. Гоголем), Лейтенант Нікітін («Берег» Ю. Бондарева), Боярський («Биндюжник і король» за п’єсою «Занепад» І. Бабеля), Саня («Сталевари» Г. Бокарева), Рубанчик («Заколот» Д. Фурмановим), Кетсбі («Річард III» В. Шекспіра), Джо Янкі («Дорога Памела» Дж. Патріка); Байда (літ.-муз. композиція «Україна в легендах, думах і піснях»). Султанбек (“Аршин мал алан» У.Гаджибекова), Ромадановський («Запороги» В.Веретенникова) та багато інших.
Індивідуальность актора Валерія Ковтуненка   характеризувалася  органічною принадністю, багатством фарб, невимушеністю виконання, красивим баритоном. Багато років брав активну участь у концертах обласного значення як ведучий і співак.
Із 1990 по 1993 роки — директор, головний редактор та артист творчого об'єднання літературно-драматичних програм «Воля» Дніпропетровського телерадіомовного об'єднання. Разом із народною артисткою Лідією Кушковою зняли близько десяти телефільмів за творами українських класиків, що транслювалися на державному всеукраїнському телеканалі УТ-1. За написання музики до вистави "Маруся Чурай" за твором Л.Костенко нагороджений  премією ім. Дмитра Яворницького (1992). 
У 1993—1994 рр. роки — директор обласного центру народної творчості управління культури Дніпропетровської облдержадміністрації. 
У 1994 – 2016 роки — директор-художній керівник  Дніпровського національного українського музично-драматичного театру імені Тараса Шевченка.
Створивши у колективі позитивний сприятливий психологічний клімат, маючи великий акторський досвід роботи на сцені та на посаді директора творчого об’єднання «Воля» , Валерій Ковтуненко сформував репертуарну політику на основі високохудожніх творів української та світової драматургії, не пішов на повідку невибагливих смаків деяких груп глядачів, залучав до роботи високопрофесійних режисерів, на вистави яких роками купувалися квитки. Театр змінює курс на відродження української культури та духовності. У репертуарі з’являються вистави за творами українських письменників, які були не у фаворі у радянської влади.   Серед таких вистав – драматична поема «Маруся Чурай» за однойменним твором Ліни Костенко за участю майже усього акторського складу колективу. Валерій Ковтуненко запрошує на посаду головного режисера театру  заслужений діяча мистецтв України Володимира Божка, який випускає ряд масштабних вистав на історичну тематику. Так, у 1993 році виходить драма «Ярослав Мудрий» І.Кочерги, художник – Я.Нірод. Пізніше глядач знайомиться із  життям  славетного історика Дмитра Яворницького у виставі «Народжений під знаком Скорпіона» В.Савченка.  Значною віхою на творчому шляху театру ім. Т.Шевченка стала постановка історичної драма «Мазепа – гетьман України» за Б.Лепким (художник – С.Петровський, в ролі Мазепи виступив нар. арт. Укр. А.Дудка та С.Дрожавков), яка отримала міжнародну мистецьку премію ім. П.Орлика.  У середині та наприкінці 1990х  виходять : «Наталка Полтавка» І.Котляревського, «Хазяїн» І.Карпенка-Карого, «Автобус» С.Стратієва, «Украдене щастя» І.Франка (отримала Гран-прі «Січеславна»). 
Кілька років поспіль  театр отримує вищі нагороди на фестивалі «Січеславна». Так, у 1998 році народний артист України Василь Чечот отримав Ґран-прі «Січеславна» за роль Пузиря у комедії «Хазяїн» І.Карпенка-Карого, в 2000 році – народний артист України Михайло Чернявський за роль Миколи у спектаклі «Украдене щастя» І.Франка (режисер вистав – засл. діяч мистецтв України А.Канцедайло). У 2001 році Ґран-прі «Січеславни» була удостоєна народна артистка України Лідія Кушкова за авторську моновиставу «Кайдашиха» за повістю І.Нечуя-Левицького «Кайдашева сім’я».
У 2003 році Валерій Ковтуненко здобуває вчений ступінь «Кандидат мистецтвознавства» (дисертація «Український театр в період сучасних суспільних трансформацій»). У 2004 р. отримує почесне звання «Народний артист України».  Нагороджений почесними відзнаками та нагородами: міського голови «За вірну службу рідному місту (1998), облдержадміністрації «За розвиток регіону» (2001), Міністерства культури і мистецтва «За досягнення в розвитку культури і мистецтв» (2004), обласної ради «За розвиток місцевого самоврядування»; відзнакою – «Трудова слава» Міжнародного академічного рейтингу «Золота фортуна» (2008) та багатьма подяками і нагородами облдержадміністрації й обласної та міської рад.  
2009 року за вагомий особистий внесок у розвиток культурно-мистецької спадщини України, високу професійну майстерність та активну участь у проведенні Фестивалю мистецтв України нагороджений державною нагородою - орденом «За заслуги» III ступеня.   
Член Національної спілки письменників України, лауреат обласної мистецької премії ім. Д.І. Яворницького. Поезії Валерія Ковтуненка публікувалися у журналах "Січеслав", "Дніпро", "Крила", а також у газетах Дніпропетровської області. На початку 1990х років виходять дві збірки поезій та пісень Валерія Ковтуненка, сповнені любові й трепету до рідної землі, рідної мови, батьківщини , серед них: «Ангел небесний», «Україні», «Театр», «На скронях яблунь», «Осанна», «Поетова душа», «Материнські сни», «Шанс», «Незабута любов», «Одного дня», «Білі птахи», «Горить зоря» та ін.
 Пісня Валерія Ковтуненка (автор слів та музики)  у «Матері над хатою» стала популярною в Ютубі та виконується різними виконавцями протягом декількох років. 
Автор музики та віршів до вистав Дніпровського театру ім. Т.Шевченка: «Дикий ангел» О. Коломійця, «Великий жартівник» В. Губарева, «Римська лазня» С. Стратієва, «Тил» М. Зарудного. 2015 року на компакт диску  вийшов збірник авторських пісень «Ангел небесний», куди увійшли пісні, написані у 1980-2010-х роках, серед них : «Ангел небесний», «Україні», «Театр»,  «На скронях яблунь», «Осанна»,  «Поетова душа», «Материнські сни», «У матері над хатою», «Шанс», «Незабута любов», «Одного дня», «Білі птахи», «Горить зоря» та ін. 
"УКРАЇНІ..."
Тебе розпинали, встромляли ножаки у спину!
І голодим диким морили, щоб щезла навіки.
Ти з горя вмирала, Вкраїно - червона калино,
Краплинами крові горіли калинові ріки...
Ще, може, настане спокути, єднання година,
Освятяться душі тієї спасенної миті...
А де ж замордовані діти твої, Україно?!
- В небесній блакиті, в небісній блакиті...
Панянко в хустині, згорьована птахо небесна!
Дитина Великого лугу і Матері-Січі!
Вмирали за тебе герої і лицарі чесні -
Як пам'ять про них хай горять поминальнії свічі...
Ще, може, настане спокути, єднання година
Освятяться душі тієї спасенної миті...
А де ж замордовані діти твої, Україно?!
- В небесній блакиті, в небісній блакиті...
Матусю кохана, прости тих, хто збився з дороги,
Прийми в своє лоно дітей, що пройшли покаяння.
До тебе дорога - дорога до Господа Бога.
І блудних синів і дочок нелегке повертання.
Сьогодні настала спокути єднання година!
Освятяться душі тієї спасенної миті!
І Правда воскресне, святая моя Україно
І Бог порадіє в небесній блакиті !
(Валерій Ковтуненко, 1991 р.)
***
"ШАНС"
Ми маємо шанс врятувати зневірені душі,
Розправити крила, що зв'язані міцно були!
І совість, що спала, порушить, рішуче порушить,
І стерти весь бруд, і накрити святкові столи!
Людей запросити у храм сповідального саду.
А також того, хто приймає   в людей каяття...
І слухати неба високого мудру пораду,
І пісні забутій надати живого життя!
Навіки позбудьмося комплексу меншого брата -
Не личить носити одежу з чужого плеча.
І мову в сусіда не будемо вже позичати,
Щоб нею навчати з колиски своє дитинча !
Нам мову свою треба ніжно й дбайливо плекати,
Бо цвіт її слова освячений вічним Творцем.
Ми мусимо мову народу свого врятувати,
Хоч хтось з нас і буде покритий терновим вінцем !
( Валерій Ковтуненко, 1991 р.)
За період 23-річної  роботи  Ковтуненко В.І. на посаді директора-художнього керівника Дніпровського національного  театру   ім. Т.Г.Шевченка, театр став вагомим культурно-мистецьким осередком відродження української класики, слова, пісні, народних традицій. Дніпровський музично-драматичний театр ім. Т.Шевченка 2004 року  отримав статус «Академічний». За керівництва В.Ковтуненка було здійснено постановку близько ста вистав, переважно - української класики, суттєво покращала матеріально-технічна база театру. Валерій Ковтуненко – тричі переможець театрального фестивалю Придніпров’я «Січеславна» у номінації «Кращий директор». За сумісництвом декілька років викладав дисципліни культурологічного і соціологічного спрямування, доцент кафедри філософії і соціології Дніпропетровського регіонального інституту державного управління Національної академії державного управління при Президентові України. Наукові праці Ковтуненка В.І неодноразово друкувались у фахових академічних виданнях, зокрема, академії мистецтв України. Ковтуненко В.І. як директор-художній керівник театру і як митець проводив значну просвітницьку роботу серед молоді, студентства, учнів, виступаючи з лекціями-концертами, проводив творчі зустрічі, зокрема із студентами Дніпровського національного університету. Будучи головою художньої ради театру і членом Національної спілки театральних діячів України, приділяв значну увагу формуванню різнопланового репертуару, з акцентом на  українській драматургії, підвищенню художнього рівня вистав, підбору творчих кадрів, забезпечував ритмічну плідну творчо-виробничу роботу театру.
Похований  у м. Дніпро, на кладовищі Діївка-2, вул. Мукачівська,  51-а дільниця, 19й ряд, перше місце

## Творчість

### Музика до вистав
- «Дикий ангел» О. Коломійця
- «Великий жартівник» В. Губарева
- «Римська лазня» С. Стратієва
- «Тил» М. Зарудного

### Пісні (музика і вірші)
- «Ангел небесний»
- «Театр»
- «На скронях яблунь»
- «Поетова душа»
- «Материнські сни»
- «У матері над хатою», 1991 рік
- «Шанс»
- «Незабута любов»
- «Одного дня»
- «Білі птахи»
- «Україні»
- «Горить зоря»
- «Колосились хліба»
- «Осанна»
- «Там»
- «Пелюсткопад»
- «Золота багряниця садів»
- «Катруся»
- «Догорає літо»
- «Самотній кінь» Авторські пісні Валерія Ковтуненка на Ютуб

### Ролі в театрі
- «Циганка Аза» Михайла Старицького — Панас
- «Витівки Хануми» А.Цагарелі - Тімоте
- «Закохана витівниця» Лопе де Вега - Люсіндо
- «Друге весілля в Малинівці» І. Поклада — Солоний
- «Сватання на Гончарівці» Квітки-Основ'яненка - Олексій
- «Пристрасті святого Мікаеля» І. Поклада — Мікаель
- «Шельменко-денщик» Г. Квітки-Основ'яненка — Шельменко
- «Конотопська відьма» Г. Квітки-Основ'яненка — Дем'ян
- «Ніч перед Різдвом» за М. Гоголем — Вакула
- «Запороги» В. Веретенникова — Ромадановський
- «Берег» Ю. Бондарева — Лейтенант Нікітін
- «Десант» Л.Филипенка - Павло, розвідник
- «Биндюжник і король» за п'єсою «Занепад» І. Бабеля — Боярський
- «Сталевари» Г. Бокарева — Саня
- «Заколот» за Д. Фурмановим — Рубанчик
- «Аршин мал алан» У. Гаджибекова — Султанбек
- «Річард III» В. Шекспіра — Кетсбі
- «Дорога Памела» Дж. Патріка — Джо Янкі, полісмен
- літературно-музична композиція «Україна в легендах, думах і піснях» — Байда

### Ролі в телефільмах
- «Маруся Чурай» за Л. Костенко — Гриць
- «Одержима» Л.Українки — Месія
- «Йоганна, жінка Хусова» Л.Українки — Хуса
- «На полі крові» Лесі Українки — Прочанин
- «Фермерські пригоди» («Біс вселився» М.Фора) — Шюто
- «Стогін» . Сценарій В.Ковтуненка  — Павло Грабовський
- «Мова персонажів комедії "Шельменко-денщик" Г.Квітки-Основ'яненка» —  Шельменко і Опецьковський